# Georg Mall
Georg Johann Mall (* 3. September 1878 in Donaueschingen; † 12. Dezember 1956 ebenda) war ein deutscher Architekt und Politiker (DDP, DStP, DemP, FDP).

## Leben
Während seines Studiums wurde Mall 1897 Mitglied der Burschenschaft Arminia Karlsruhe. Er war beruflich als Architekt und Bauunternehmer in Donaueschingen tätig. Während der Zeit der Weimarer Republik schloss er sich der DDP an (ab 1930 Deutsche Staatspartei), für die er bis 1933 Donaueschinger Stadtverordneter war.
Mall trat 1946 in die Demokratische Partei ein, aus der 1948 der Landesverband der FDP Südbaden hervorging. Nach 1945 war er Beigeordneter in Donaueschingen. Von 1946 bis zu seiner Mandatsniederlegung im Februar 1947, die aus gesundheitlichen Gründen erfolgte, war er Mitglied und Vizepräsident der Beratenden Landesversammlung des Landes Baden. Für ihn rückte Georg Menges ins Parlament nach.

## Ehrungen
- Ehrenbürgerschaft der Stadt Donaueschingen, 1953